# ATP Azienda Trasporti Provinciali
ATP Azienda Trasporti Provinciali, più comunemente conosciuta come ATP, è stata una società per azioni a capitale totalmente pubblico.
Dal 2006 fino al 2012 è stata concessionaria in esclusiva dei servizi di trasporto pubblico locale nel bacino “G” e "TG" della Provincia di Genova.

## Storia
ATP è stata fondata il 21 dicembre del 2005, in seguito alla fusione per incorporazione di ALI Autolinee Liguri Provincia di Genova S.p.A. nella Tigullio Pubblici Trasporti S.p.A., le due società che garantivano il servizio di trasporto pubblico nel territorio metropolitano, ma al di fuori del territorio del comune capoluogo (gestito invece da AMT); la nuova società prese il nome di ATP - Azienda Trasporti Provinciali S.p.A..
È stata concessionaria del trasporto pubblico nei 67 comuni della Provincia di Genova nonché in altri comuni delle confinanti province di Savona (Varazze, Urbe), della Spezia (Maissana, Varese Ligure, Carro, Deiva Marina, Framura, Bonassola, Levanto), di Piacenza (Ottone), Parma (Bedonia) e Alessandria (Arquata Scrivia) fino al 1 maggio 2012.
Sino a tale data ha offerto anche i servizi di nolegggio.

### Le due società originarie

#### Tigullio Pubblici Trasporti
La Tigullio Pubblici Trasporti S.p.A., già controllata dall'amministrazione provinciale genovese e spezzina, fu fondata nel gennaio del 1976 e garantiva il trasporto pubblico nei comuni del Golfo Paradiso, del Tigullio, dell'entroterra chiavarese quali la val Fontanabuona, val Graveglia, val Petronio, valle Sturla e val d'Aveto, e il bacino dell'alto spezzino fino a Levanto. Il servizio offriva inoltre a diversi comuni lo spostamento per il servizio scolastico, noleggio bus e pullman turistici, nonché la gestione di aree parcheggio.

#### ALI Autolinee Liguri Provincia di Genova
ALI Autolinee Liguri Provincia di Genova S.p.A. fu fondata il 2 giugno del 2000 come AMT Extra da AMT Genova e Tigullio Pubblici Trasporti. Divenne operativa nell'agosto 2002 acquisendo da AMT il ramo d'azienda responsabile dei collegamenti extraurbani nell'entroterra di Genova (bacino "G"). Nel marzo 2003 prese la nuova denominazione. A luglio 2005 la Tigullio Trasporti acquisì le quote societarie ancora detenute da AMT.

### Creazione di ATP Esercizio
Nel 2012 venne fondata ATP Esercizio S.r.l. che inizialmente aveva come unico socio la ATP Azienda Trasporti Provinciali S.p.A. La nuova società subentrò come gestore del servizio mentre le rimesse rimasero di proprietà della controllante. Nel 2016 la capogruppo ATP cedette parte delle azioni a SMC Esercizio S.c.a.r.l.: le stesse furono successivamente cedute ad Autoguidovie S.p.A. e il capitale della società risultava appartenere per il 51,54% alla capogruppo ATP e per il restante 48,46% ad Autoguidovie S.p.A..

### Incorporazione di ATP in AMT
Il 22 novembre 2017, il consiglio metropolitano, a seguito del parere già espresso dagli enti controllanti le due società, ha approvato il progetto di fusione per incorporazione di ATP S.p.A. in AMT S.p.A.. La fusione è stata deliberata nelle assemblee straordinarie di AMT S.p.A e ATP S.p.A tenutesi il 30 novembre 2017 e perfezionata il 28 febbraio 2018. Il 9 marzo 2018 ATP S.p.A. è stata cancellata dal Registro delle Imprese.
In seguito alla fusione ATP Esercizio è controllata da AMT, che ne detiene la maggioranza.

## Azienda

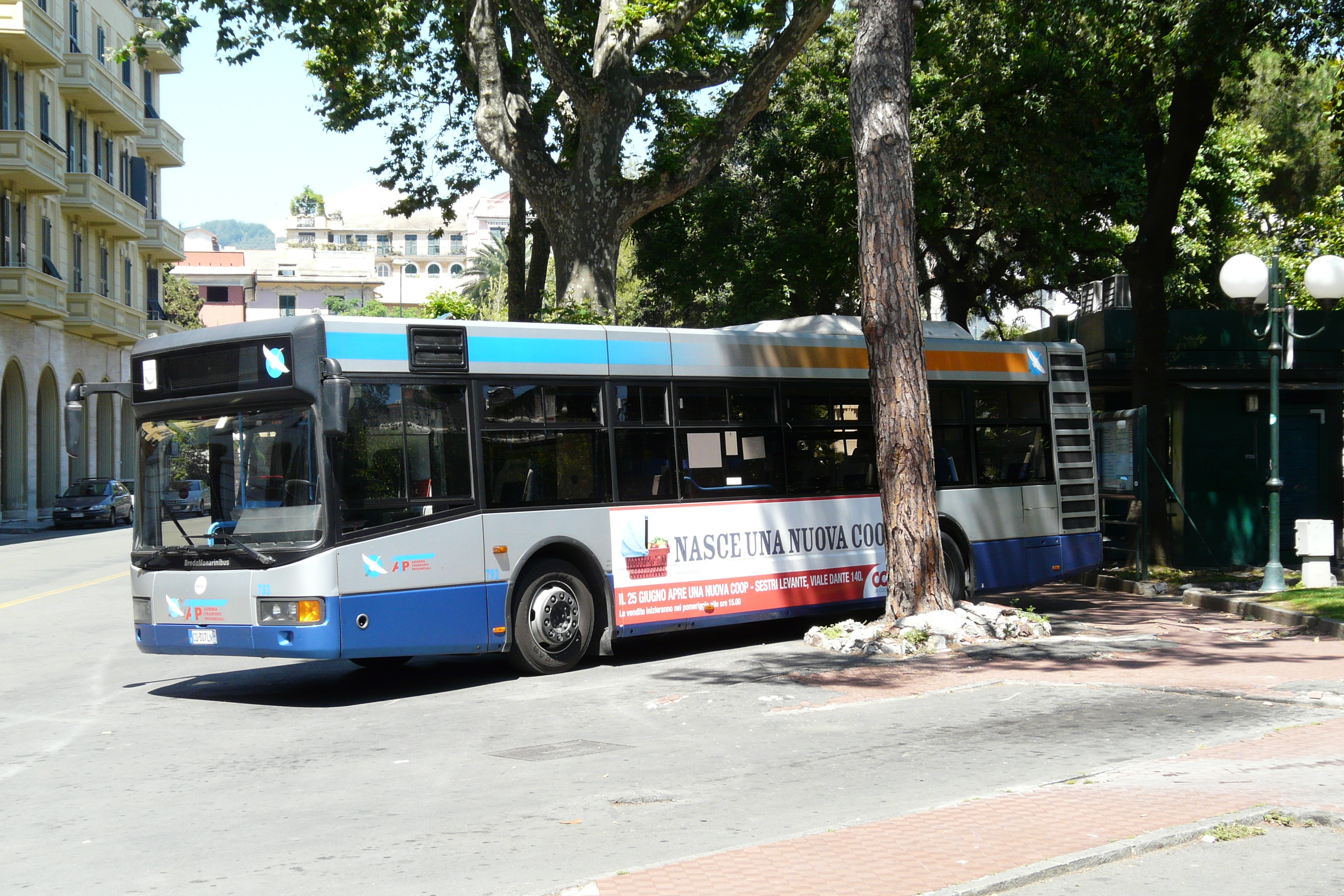
Un autobus dell'ATP, acquisito da ALI Autolinee Liguri Provincia di Genova, un BredaMenariniBus 240, in sosta nel capolinea chiavarese

### Dati generali
Secondo i dati diffusi dall'azienda nel 2005 risultavano impiegati 455 dipendenti operanti nei circa 1.700 km dell'intera rete stradale in cui la società operava il servizio pubblico. Con una media di otto anni di operatività per mezzo di trasporto, il complessivo parco macchine ammontava a 275 autobus di linea, i quali trasportavano giornalmente 27.000 utenti e circa dieci milioni di passeggeri all'anno.
I dati aggiornati al primo semestre del 2009 segnalavano il trasporto complessivo di 5.096.998 passeggeri, un parco macchine di 281 mezzi e 502 dipendenti dei quali 402 operativamente dedicati all'esercizio.
Annualmente, nei due comprensori, denominati G quello extraurbano e T quello comprensoriale, venivano percorsi dai bus circa 10.265.000 km, con un servizio medio di orario operativo di 406.160 ore